# César Humberto Chávez
César Humberto Chávez (22 novembre 1964) è un ex calciatore peruviano, di ruolo portiere.

## Carriera
Dopo aver preso parte alla Copa América 1987 senza disputare partite, ha esordito in Nazionale nel 1988, giocando 10 partite in due anni e partecipando alla Copa América 1989.